# Yacouba Ali
Yacouba Ali (né le 6 avril 1992) est un footballeur international nigérien.

## Biographie
Il commence par jouer avec l'Africa Sports en 2012.
En 2012, il joue avec l'équipe du Niger de football et il fait notamment partie de la liste des appelés pour la Coupe d'Afrique des nations 2012.